# Signoria di Groninga
La Signoria di Groninga (in olandese Heerlijkheid Groningen) è stata una signoria storica all'interno del Sacro Romano Impero.

## Storia
La Signoria di Groninga trae origine dalla Libertà Frisona che ebbe termine nel 1498, quando l'imperatore Massimiliano I d'Asburgo cedette la Frisia in feudo ad Alberto III di Sassonia quale risarcimento per un debito di 300 000 fiorini. Le resistenze interne furono molto forti e per farsi riconoscere dai frisoni come feudatario, Alberto dovette comunque ripetutamente affrontarli con le armi, non riuscendoci. Neanche il figlio, Giorgio di Sassonia, riuscì nell'intento e nel 1515 vendette il titolo di signore a Carlo II di Gheldria che riuscì a sottomettere definitivamente i frisoni solo nel 1524.
Alla Libertà Frisona succedette la Signoria di Frisia. La città di Groninga, roccaforte degli Schieringers costituì però un'eccezione e rimase una città stato fortificata, anche se formalmente non riconosciuta come tale dall'imperatore, fino al 1536, quando fu creata la Signoria di Groninga.
Tra il  1571 e il 1577 le Ommelanden si opposero agli spagnoli. Una volta liberate venne nominato il primo statolder, George van Lalaing, conosciuto anche come Rennenberg. Anche la città  di Groninga e le sue pertinenze , il Gorecht, cacciarono gli spagnoli e, van Lalaing, statolder anche della città, sottoscrisse nel 1579 l'unione di Utrecht in nome della provincia di Groningen en Ommelanden. Solo dopo un anno, però, van Lalaing tradendo la causa dei Paesi Bassi indipendenti dalla Spagna, ricondusse Groninga con altre città sotto il controllo degli spagnoli. Solo nel 1594, Maurizio d'Orange riuscì a ricomporre la signoria, facendola rientrare sotto il controllo della Repubblica delle Sette Province Unite. Per questa tardiva associazione rispetto alle altre province, la Signoria di Groninga fu sempre l'ultima per rango delle Sette Provincie. Da allora la Signoria di Groninga fu governata da uno Statolder. Il nome della provincia fu però cambiato in Stad en Lande (letteralmente in lingua olandese città e campagna) dato che l'antica dizione di Signoria di Groninga non accontentava né gli abitanti delle Ommelanden né gli abitanti del Gorecht.